# Colletes delicatus
Colletes delicatus är en biart som beskrevs av Metz 1910. Colletes delicatus ingår i släktet sidenbin, och familjen korttungebin. Inga underarter finns listade i Catalogue of Life.